# Willis Bailey
Willis Joshua Bailey (* 12. Oktober 1854 im Carroll County, Illinois; † 19. Mai 1932 in Mission Hills, Kansas) war ein US-amerikanischer Politiker (Republikanische Partei) und von 1903 bis 1905 der 16. Gouverneur des Bundesstaates Kansas.

## Frühe Jahre und politischer Aufstieg
Willis Bailey besuchte die Mount Carroll High School und studierte bis 1879 an der University of Illinois in Urbana. Anschließend zog er mit seinem Vater nach Kansas, wo sich die beiden im Nemaha County als Farmer und Viehzüchter niederließen. Bailey war an der Gründung der Stadt Baileyville und der gleichnamigen Bank, deren Präsident er später werden sollte, beteiligt. Seine politische Laufbahn begann im Jahr 1889, als er für zwei Jahre in das Repräsentantenhaus von Kansas gewählt wurde. Im Jahr 1893 war er Vorsitzender der Republikanischen Partei von Kansas. Zwischen 1895 und 1899 war er Mitglied des Landwirtschaftsausschusses von Kansas (State Board of Agriculture). Zwischen 1899 und 1901 war er Abgeordneter im US-Repräsentantenhaus in Washington, D.C. Im Jahr 1902 wurde er von seiner Partei als Kandidat für die Gouverneurswahlen aufgestellt.

## Gouverneur von Kansas
Nach der erfolgreichen Wahl konnte Bailey am 12. Januar 1903 seine zweijährige Amtszeit antreten. In dieser Zeit wurde das Kapitol in der Hauptstadt Topeka fertiggestellt. Die Mitglieder des Eisenbahnausschusses und die Leiter der staatlichen Druckerei wurden zukünftig nicht mehr ernannt, sondern gewählt. Unter Gouverneur Bailey wurde ein Verbot von Spielautomaten in Kansas erlassen. Zur Unterstützung der Erzeuger wurde der Zuckerrübenanbau subventioniert. In den Jahren 1903 und 1904 kam es zu schweren Überschwemmungen in Kansas, bei denen viele Menschen ums Leben kamen. Die Regierung leitete Hilfsmaßnahmen ein, konnte aber keine finanzielle Direkthilfe leisten, weil sich das politisch nicht durchsetzen ließ. Stattdessen wurde eine Spendenaktion ins Leben gerufen, bei der 33.000 Dollar für die Opfer zusammenkamen. In seiner Amtszeit wurde 1904 der 50. Jahrestag der Gründung des Kansas-Territoriums groß gefeiert. Auch auf der Louisiana Purchase Exposition, der Weltausstellung in St. Louis, wurde der Auftritt des Staates Kansas ein großer Erfolg.

## Weiterer Lebenslauf
Nach dem Ende seiner Amtszeit im Januar 1905 widmete sich Bailey seinen privaten Interessen. Er war nach wie vor Präsident der Bailey State Bank. Im Jahr 1914 wurde er Direktor der Federal Reserve Bank in Kansas City. Von 1922 bis zu seinem Tod im Jahr 1932 war er Vorstandsvorsitzender dieser Bank. Willis Bailey war mit Wida Weede verheiratet. Er hatte zwei Stiefkinder.